# BAC TSR.2
BAC TSR.2 byl dvoumístný dvoumotorový prototyp britského taktického bombardovacího, útočného a průzkumného letounu, vyvinutý firmou British Aircraft Corporation (BAC) v 60. letech 20. století pro britské letectvo Royal Air Force. TSR.2 byl navržen jako stroj určený k průniku silně bráněnou oblastí fronty v malé výšce a velmi vysokou rychlostí. Měl napadat cíle velké důležitosti v blízkém zázemí protivníka přesně svrhovanými pumami, konvenčními nebo jadernými. Projekt TSR.2 zahrnoval celé spektrum nejmodernějších technologií, které by ho po dokončení učinily v příslušné kategorii nejvýkonnějším letounem na světě. Program vývoje TSR.2 byl kontroverzním rozhodnutím zrušen a prostředky určené k jeho dokončení přesunuty ve prospěch (posléze také neuskutečněného) nákupu amerických General Dynamics F-111K.

## Vývoj

### Úvodní požadavky

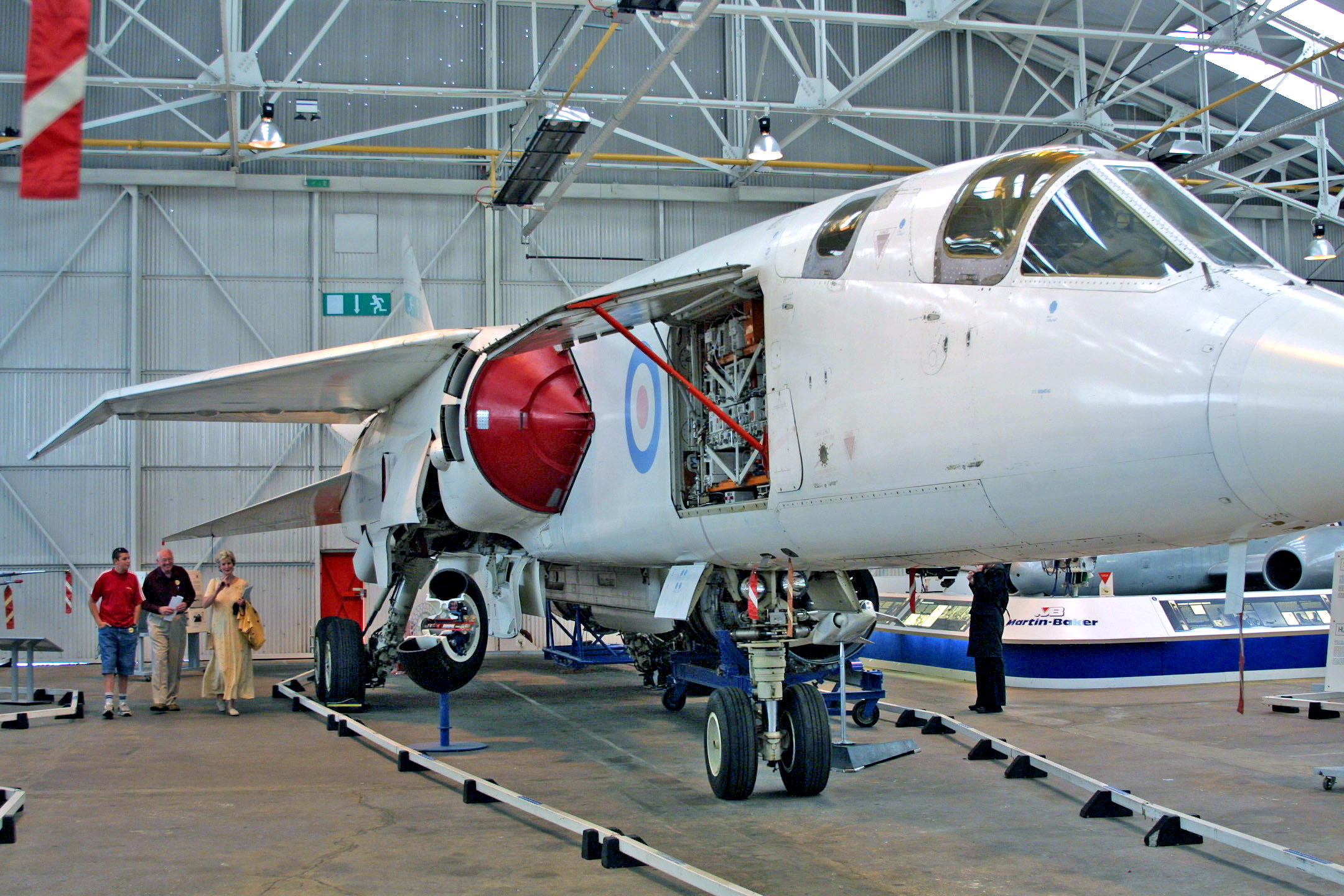
TSR.2 - Muzeum Cosford

Předchůdcem TSR.2 byl v řadách britského letectva bombardér English Electric Canberra, schopný operovat ve velkých výškách a relativně vysokou rychlostí. Stejně jako druhoválečný de Havilland Mosquito, ani Canberra nenesla žádné zbraně k vlastní obraně a spoléhala na své výkony. Stíhací letouny sice mohly dosáhnout rychlosti Canberry, ale na úrovni vývoje techniky odpovídající konci 40. a počátku 50. let 20. století byl rychlý vzlet stíhače, nastoupání do výšky pronikajícího bombardéru a další akcelerace k jeho dostižení velmi nesnadný úkol. Jak ale rostly výkony sovětských letounů, stala se Canberra velice zranitelnou. Kvůli tomu ještě před jejím zařazením do služby firma English Electric předběžně zkoumala možnosti stavby výkonnějšího letounu, v liniích jinak velmi úspěšné a oblíbené Canberry.
Příchod radiolokačně naváděných střel země-vzduch do výzbroje protivzdušné obrany států okamžitě změnil všechny úvahy o nasazení bombardérů. Raketové střely útočily na pronikající letouny přímo zdola a současně dosahovaly větších rychlostí a výšek, než kterýkoli okřídlený stroj s osádkou. Canberra i další výškové bombardéry, jako např. Boeing B-52 Stratofortress nebo Avro Vulcan, byly vůči novým raketám prakticky bezbranné. Řešení se našlo v pokusu o průnik nad území nepřítele těsně u země. Pokud budeme naši planetu považovat za ideální kouli, letoun pohybující se ve výšce 60 m nad povrchem je díky zakřivení Země pro radary „viditelný“ na vzdálenost nejvýše asi 40 km, což pro stroj letící rychlostí blízkou Mach 1 představuje asi dvě minuty letu. Tak budou mít baterie protiletadlových raket jen velmi krátký čas k provedení úspěšné zteče. Šance bombardérů na průnik obranou nepřítele ještě zvýší jakékoli překážky na zemi, např. stromy, kopce, údolí, budovy v okolí radaru, apod.
Canberra byla navržena k letům ve velké výšce, což přinášelo závažné problémy během pokusů o hloubkový průnik. Její křídlo s velkou nosnou plochou je v nízkém letu neúměrně zatěžováno turbulencemi, způsobenými blízkostí povrchu Země. Navíc, určování polohy a přesná navigace byl úkol, na jehož úspěšné splnění elektronika Canberry, vývojově spadající ještě do konce 40. let, prostě nemohla stačit. Od konce 50. let 20. století se objevila nová kategorie „útočných letounů“. Společné pro ně bylo vysoké plošné zatížení křídla, což snižovalo účinky turbulencí na letoun, vysokovýkonný navigační radar, umožňující bezpečný let vysokou rychlostí v malé výšce, a schopnost nést velký náklad paliva, který by vyrovnal zvýšenou spotřebu proudových motorů v malých výškách.

### GOR 339
Na základě uvedených požadavků britské ministerstvo zásobování zahájilo v roce 1956 jednání s firmou English Electric na téma očekávaných parametrů nového útočného letounu. Původně se uvažovalo o malém stroji podobném stíhačce, což vedlo k návrhu vyvinout jej z prototypu P.1B (pozdější English Electric Lightning). Tento projekt dostal označení P.18. Také se objevil názor adaptovat Canberru na novou roli, jako projekt P.17. Úvodní studie předpokládaly dolet maximálně 3,700 km při využití plné nosnosti letounu pro palivo, rychlost Mach 1,5 „ve výšce“ a charakteristiky VTOL nebo STOL (Tento požadavek vycházel z bojových plánů 50. let, podle nichž měly jaderné útoky nepřítele vyřadit z činnosti vzletové a přistávací dráhy. Připravovaný stroj měl být schopen provozu z improvizovaných letišť, případně i z ploch zcela neupravených.) Jak pokračoval vývoj, požadavky rostly. Osádka se předpokládala dvojčlenná, s druhým letcem jako operátorem navigačních a zaměřovacích systémů. Náklad mělo tvořit šest pum o hmotnosti po 450 kg. To znamenalo ukončení projektu P.18 jako nevhodného (malá nosnost) a práce se soustředila na typ P.17A, nástupce Canberry s křídlem ve tvaru delta.
Specifikace na letoun byly oficiálně vyhlášeny v březnu 1957 pod označením GOR 339 (GOR je zkratka pro General Operational Requirement – Obecný operační požadavek). Vzhledem k tehdejší úrovni technologie se jednalo o nesmírně ambiciózní plán, vyrobit nadzvukový letoun, schopný operovat za každého počasí a na velké vzdálenosti s jadernými zbraněmi, při rychlostí více než Mach 2 ve velkých výškách nebo Mach 1,2 těsně u země a se schopností STOL - krátkého vzletu z neupravených či nouzových ploch.
Specifikace zejména požadovala :
- možnost nesení taktických jaderných zbraní při letu v malé výšce za každého počasí
- fotografický průzkum bojiště ze středních nebo malých výšek ve dne i v noci
- elektronický průzkum
- nesení taktických jaderných zbraní ve dne i v noci za letu ve středních výškách, schopnost odhodit je manévrem „přes rameno“
- nesení konvenčních pum nebo raket

Za „let v malé výšce“ se považovalo nejvýše 1,000 ft (300 m) nad zemí při uvažované rychlosti Mach 0,95. Operační dolet měl být alespoň 1 000 námořních mil (1 850 km) po vzletu z dráhy o délce maximálně 3,000 ft (900 m).

### Zasahuje politika

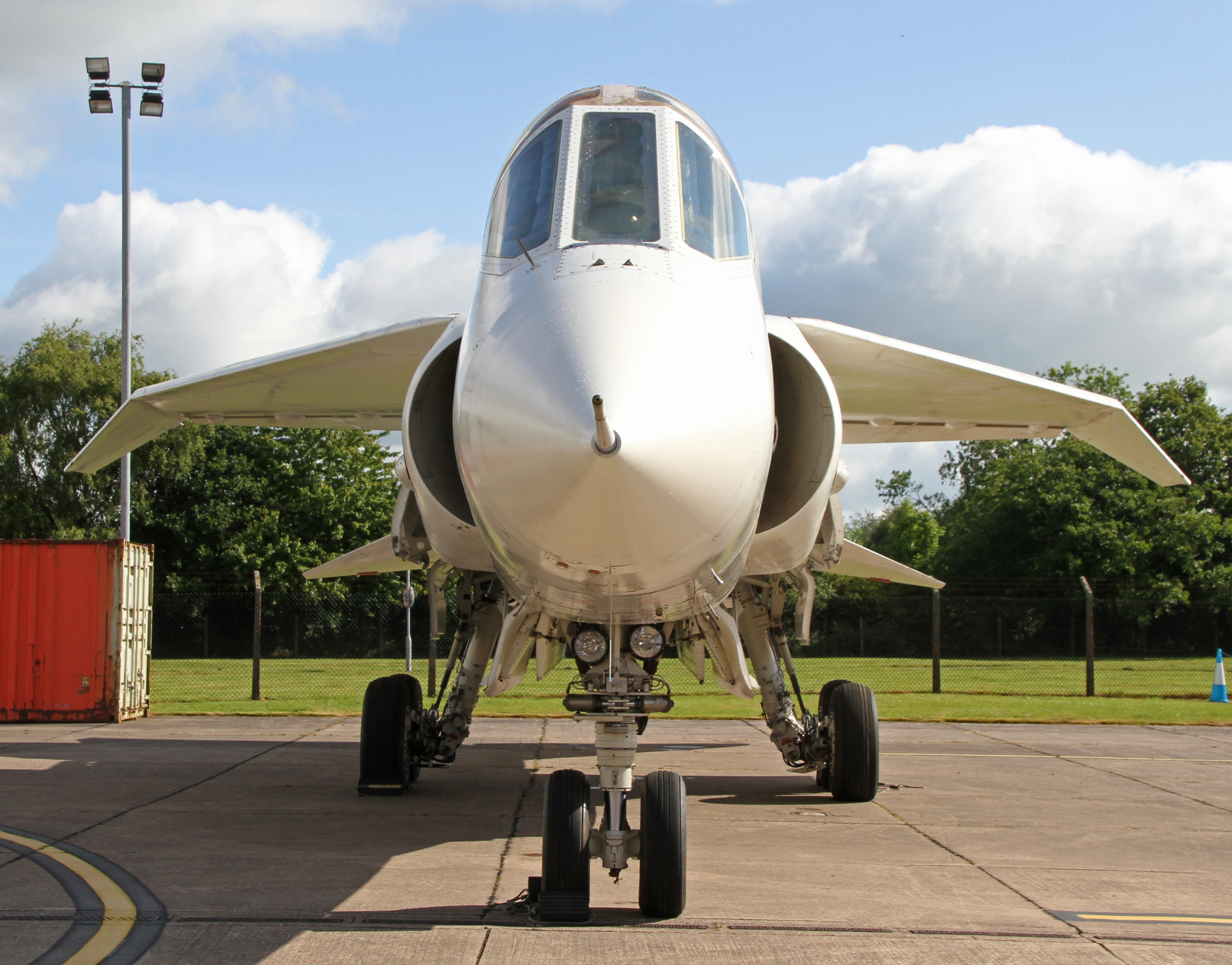
TSR.2

Zatímco nejrůznější výrobci zpracovávali odpověď na výše uvedené specifikace, nad projektem se přehnala první z mnoha politických bouří. V roce 1957 publikoval tehdejší britský ministr obrany Duncan Sandys tzv. Bílou knihu, v níž uvedl, že doba bojových letounů s lidskou osádkou již skončila a v budoucnu převezmou jejich úkoly výhradně řízené střely. Ačkoli během následujícího desetiletí byla teorie všemocných střel opuštěna, ve své době a klimatu studené války dávala určitý smysl, zvláště když se zdálo, že přechod k řízeným střelám by mohl v porovnání s letouny uspořit významnou část nákladů. Ve světle názorů Bílé knihy se po jistou dobu vedla debata o potřebnosti GOR 339. Nakonec došlo ke schválení v pokračování jeho vývoje, stejně jako dalších projektů, které se dostaly „příliš daleko, než aby mohly být ukončeny“.
Jinou nejistotu přinesla Zpráva o očekávaných prioritách, kterou publikoval Rozpočtový výbor Dolní komory britského parlamentu. V textu se uvádělo, že smlouvy by měly být uzavírány pouze s konsorcii tvořenými více než jednou firmou, aby se tak britské společnosti motivovaly ke spojování a slučování. Ačkoli tehdy byl za hlavní problém Británie považován vysoký počet samostatných firem, rozhodnutí výboru způsobilo ještě větší potíže. Týmy z různých továren byly politickými tahy přinuceny spolupracovat, aniž k tomu měly jiný důvod než aby získaly státní zakázku, což vedlo k závažným nedorozuměním a špatné komunikaci.
Třetí politické téma, které věci rozhodně nepomohlo, byla tradiční nedůvěra mezi jednotlivými složkami ozbrojených sil. V téže době, kdy vznikaly specifikace GOR 339, Royal Navy již dovedla do velmi pokročilé fáze svůj projekt NA.39, z něhož se posléze vyvinul Blackburn Buccaneer. Buccaneer byl také útočný letoun pro malé výšky a vysoké rychlosti, ale navržený k operacím nad mořem. Úsporné plány vedly k nápadu vytvořit jediný stroj pro letectvo i námořnictvo a firma Blackburn pro RAF nabídla mírně nadzvukovou verzi NA.39, která částečně vyhovovala požadavkům na GOR 339. Královské letectvo ale odmítlo tento návrh s odůvodněním, že pro jeho potřeby je letoun s maximální rychlostí nižší než Mach 2 zcela nevyhovující a dále trvalo i na schopnosti krátkého nebo svislého vzletu. Jeden z představitelů RAF prohlásil: „Jakmile projevíme byť jen sebemenší zájem o NA.39, je takřka jisté, že GOR.339 nedostaneme.“

### Nabídky

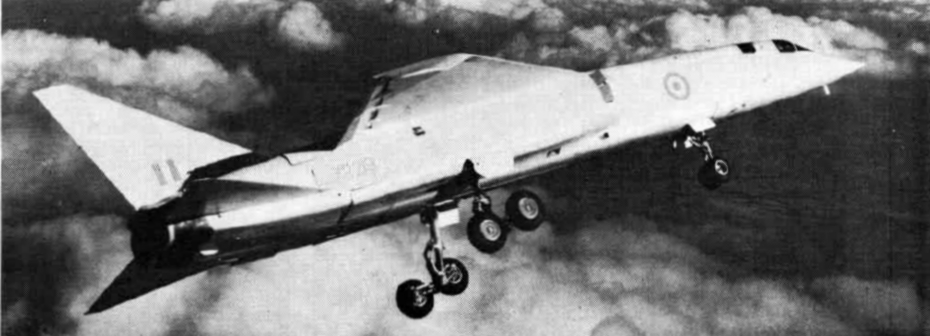
BAC TSR.2 (XR219), 1964

Práce na GOR 339 pokračovaly, s termínem pro zaslání konečné nabídky do 31. ledna 1958. Soutěže se zúčastnilo velké množství různých návrhů. P.17A od English Electric, spolu s konstrukcemi firem Avro, Hawker a Vickers-Armstrongs (reprezentované divizí Supermarine). Továrna Short Brothers zaslala plány na svisle vzlétající stroj P.17D, který měl vynášet P.17A do vzduchu. Odstranila by se tak potřeba navrhovat P.17A jako letoun s kolmým startem. K dalšímu vývoji Ministerstvo letectví vybralo projekty English Electric P.17A a Supermarine 571. Zájem vyvolala i nabídka firmy Vickers, která zahrnovala ne jenom dodávku samotného letounu, ale spolu s ním i „kompletní systém“, zahrnující všechny podpůrné prostředky a logistiku, nezbytnou k jeho operačnímu nasazení.
Vývoj GOR 339 se dostal na veřejnost v prosinci 1958, kdy byl publikován v každoroční zprávě Britského parlamentu. Pod tlakem, způsobeným rozhodnutím Rozpočtového výboru, hledalo Ministerstvo letectví cesty, jak by mohly být jednotlivé firmy a jejich projekty vzájemně propojeny. V lednu 1959 Ministerstvo zásobování oznámilo, že nový TSR-2 bude vyráběn ve spolupráci továren Vickers-Armstrongs a English Electric. TSR-2 byl typový název pro letoun, který vznikl na základě požadavků GOR 339. Jedná se o první písmena z "Tactical Strike and Reconnaissance“ – taktický útok a průzkum. Neví se, jak ministerstvo dospělo k závěru přidat do názvu číslovku 2. Snad byla původní Canberra, která dokázala plnit stejné role, považována za TSR-1, nebo měla dvojka symbolizovat letoun schopný dosáhnout rychlosti Mach 2.
1. ledna 1959 byla realizace projektu oficiálně schválena pod novým označením OR 343 ( OR znamenalo Operational Requirement – Operační požadavek ). OR 343 byl už ve srovnání s GOR 339 detailnější a vypracovaný na základě výsledků soutěže o stavbu GOR 339. Pro OR 343 již došlo ke stanovení „malé výšky nad zemí“ jako nejvýše 200 ft (60 m), současně byl zahrnut i striktní požadavek na překročení rychlosti Mach 2 ve výšce.

### Předpokládané nasazení letounu
Během „standardní mise“ měl TSR-2 nést výzbroj o hmotnosti 2,000 lb (900 kg) ve vnitřní pumovnici při akčním radiu 1 000 nm (tj. 1 852 km). Z toho se předpokládalo 100 nm (185 km) prolétnutých ve velké výšce rychlostí Mach 1,7 a 200 nm (370 km) během průniku do oblasti cíle a vylétnutí z ní při rychlosti Mach 0,95 ve výšce do 200 ft (60 m) nad terénem. Zbývající část bojového letu měl stroj absolvovat rychlostí Mach 0,92. Jestliže by se celý let odehrával ve výšce do 200 ft, mohlo dojít k omezení akčního radiu na 700 nm (1 300 km). S těžším nákladem výzbroje bylo přípustné odpovídající snížení doletu.
TSR-2 měl disponovat závěsníky k instalaci přídavných nádrží – jedna s objemem 450 imperiálních galonů (2 000 litrů) pod každou polovinou křídla, nebo jediná nádrž o 1 000 galonech (4 540 litrů) pod trupem. Pokud stroj nenesl výzbroj v pumovnici, mohla ji vyplnit další nádrž s objemem 570 imperiálních galonů (2 600 litrů).
Plánoval se také vývoj průzkumného kontejneru pro umístění do pumovnice TSR-2, který by spolu s výkonným radiolokátorem s bočním vyzařováním (SLAR - sideways looking radar) změnil britský stroj ve výkonný průzkumný prostředek, ne nepodobný letounu North American RA-5C amerického námořnictva.

## Finální projekt

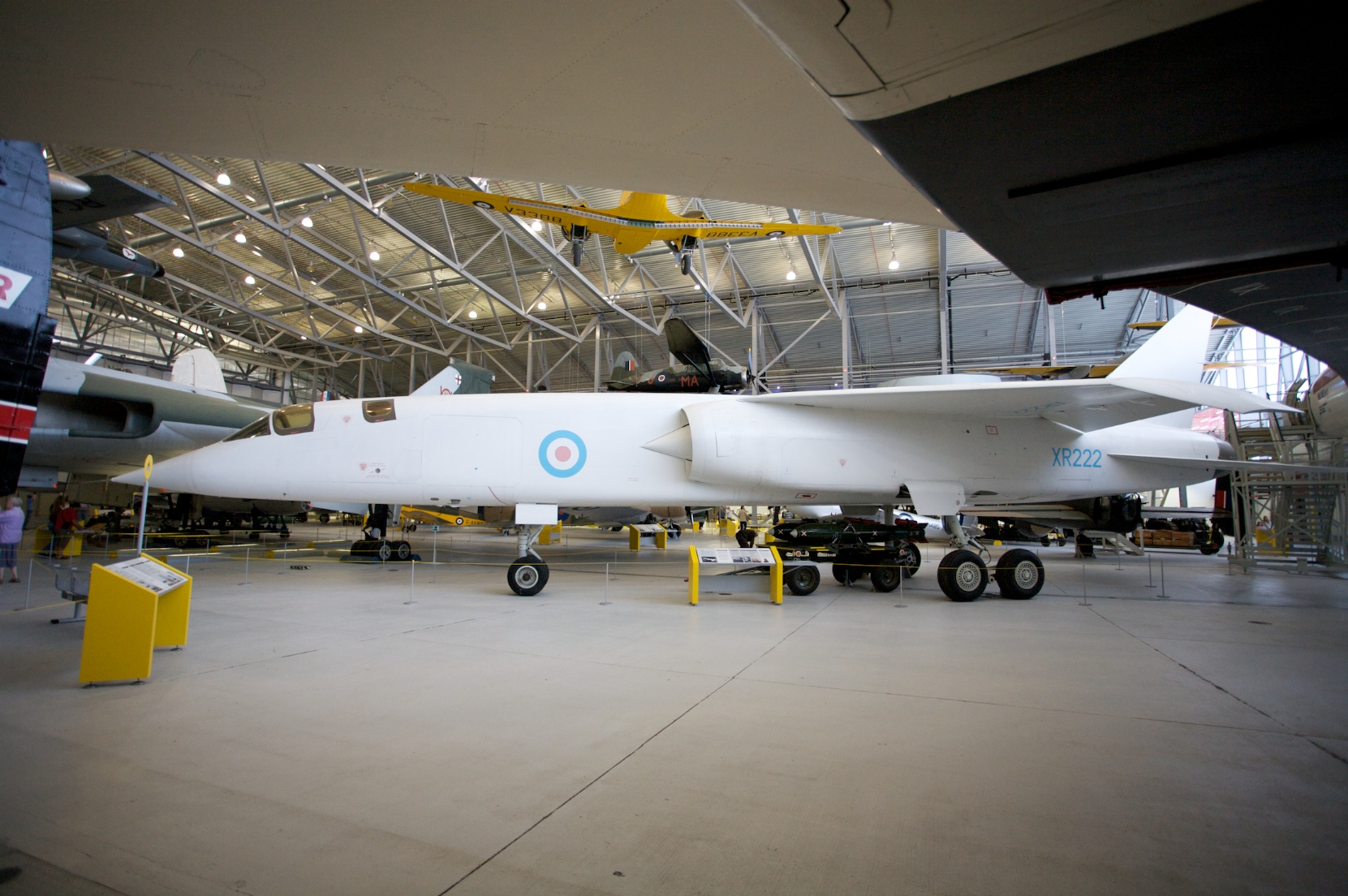
TSR.2 XR222 v Duxfordu, 2009

Továrny English Electric a Vickers-Armstrongs hledaly nejvýhodnější konečné provedení GOR 339. Obě firmy kombinovaly své projekty a nápady a plánovaly konstrukční práce s cílem prvního vzletu prototypu v roce 1963. English Electric přišlo s návrhem křídla ve tvaru delta, zatímco Vickers preferoval šípové křídlo, montované na dlouhém trupu. Protože návrh English Electric odrážel velké zkušenosti firmy s nadzvukovými letouny, bylo delta křídlo vybráno pro finální projekt. Naopak jako lepší se ukázalo řešení trupu od firmy Vickers. Nakonec měla být stavba letounu rozdělena v poměru 50/50, kdy Vickers vyráběl jeho přední a English Electric zadní část.
Nakonec ale Ministerstvo letectví rozhodlo o sloučení několika různých výrobců do jediné společnosti BAC British Aircraft Corporation, která vznikla roku 1960. Nastaly závažné potíže s realizací TSR.2, protože některé výrobce najímalo a úkolovalo přímo ministerstvo. To se také snažilo přímo zasahovat do vývoje a konstrukčních prací, navíc ještě pro něj obvyklým způsobem svolávání porad a schůzí, běžným pro civilní sektor. Práce se tak ještě zkomplikovaly a zpomalily.
Na základě diskuse nakonec vznikly konstrukční plány hornoplošníku s mohutným delta křídlem, jehož konce byly skloněny dolů, a plovoucí výškovkou i směrovkou. Pohon měla obstarávat dvojice proudových motorů Bristol-Siddeley Olympus, vybavených přídavným spalováním. Jednalo se o vývojovou variantu motorů použitých již u bombardérů Avro Vulcan, a dále uvažovaných i pro budoucí Concorde. Občas je nesprávně uváděno, že šéfkonstruktérem TSR.2 byl Barnes Wallis, legendární inženýr firmy Vickers, který se proslavil návrhem bombardéru Wellington a účastí na projektu ničení německých přehrad bombardováním pomocí „skákavých“ pum. Sám Wallis už se projektu TSR-2 neúčastnil, ale jeho syn, který také pracoval u Vickerse, má na něm určitý podíl. Nakonec Barnes Wallis byl k projektu TSR.2 velmi kritický a neustále opakoval, že použití křídla s měnitelnou geometrií (které vždy preferoval) namísto delty by bylo mnohem efektivnější.
Konstrukce letounu zahrnovala i ofukování vztlakových klapek vzduchem odebíraným od motorů, čímž chtěli konstruktéři dosáhnout splnění požadavku na krátký vzlet a přistání (dneska se pro dosažení krátkého vzletu a přistání využívá obvykle právě křídlo s měnitelnou geometrií). TSR.2 měl nést extrémně pokročilý systém pro navigaci a zaměřování výzbroje, daleko překračující možnosti čehokoli na světě v té době; uvedený systém byl jednou z hlavních příčin spirálovitě rostoucích vývojových nákladů projektu TSR.2. Některá další vyvíjená zařízení, jako například radiolokátor pro kopírování terénu, systém nočního vidění FLIR Archivováno 30. 5. 2020 na Wayback Machine.,[zdroj⁠?!] radar s bočním vyzařováním a pokročilý autopilot, byly nakonec použity v nově připravovaných letadlech. Křídlo mělo na svoji dobu neobvykle vysoké plošné zatížení, ale za to dalo letounu schopnost pohybovat se v malých výškách a vysokou rychlostí, při vynikající stabilitě a nevelké citlivosti na termické poryvy nebo turbulence, způsobené blízkostí povrchu Země. Tyto vlastnosti letounu nakonec umožnily snížit požadavky kladené na systémy radaru pro kopírování povrchu země a vývoj autopilota, jejichž vývoj se tak mohl podstatně zlevnit. Ke zlepšení komfortu osádky měla kabina možnost „plavat“ – pohybovat se vzhledem k trupu letounu - pomáhala tak utlumit vlivy turbulencí na piloty a snížit únavu letců.

## Zkoušky prototypu

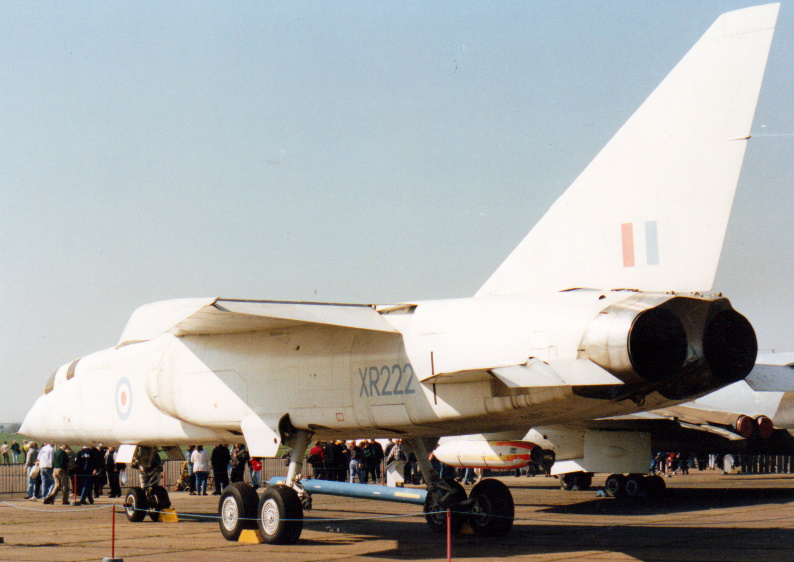
XR222 byl jeden ze tří "letuschopných" TSR.2, které byl dokončeny, vyfoceno na Airshow k 60. výročí letounu Supermarine Spitfire v Duxfordu, 1996.

Navzdory strmému růstu nákladů (kterému se nedalo vyhnout, neboť počáteční odhady byly nastaveny příliš nízko) došlo nakonec ke stavbě dvou prototypů. Zkušební pilot Roland Beamont vykonal první let na TSR-2 (XR219) dne 27. září 1964. Během testů stroj prokázal, že plní s rezervou požadavky na výkony, původně stanovené v GOR 339. Aerodynamika byla zcela bez problémů, ale neustálé potíže způsobovaly motory a systémy zatahování podvozku. Nakonec se právě nevyzkoušené motory staly příčinou odložení prvního letu prototypu, který se tak nemohl zúčastnit každoroční přehlídky ve Farnborough.
První letové zkoušky byly vykonány s vysunutým podvozkem a velmi striktně omezeným výkonem motorů. Jenom při desátém letu byl podvozek úspěšně zatažen a vysunut, ale vibrace za pohybu po zemi zůstávaly. Příďová noha podvozku během rychlého pojíždění kmitala na rezonanční frekvenci lidského oka, což způsobovalo u pilota i navigátora zdvojené vidění. Problém se řešil přidáváním dalších a dalších tlumičů do už tak velice komplikované mechaniky podvozku. Druhý prototyp (XR220) měl mít vestavěné přídavné tlumiče v hlavních podvozkových nohách, které byly zkoušeny na prvním prototypu XR219.
První nadzvukový let (čtrnáctý let prototypu XR219) se odehrál během přeletu z A&AEE (Aeroplane and Armament Experimental Establishment, Zkušební ústav letadel a výzbroje) Boscombe Down na tovární letiště BAC ve Wartonu. K překvapení všech letoun dosáhl nadzvukové rychlosti bez použití přídavného spalování (tzv. supercruise). Jakmile zkušební pilot Beamont zapnul přídavné spalování (pouze na jednom motoru, u druhého nebylo funkční kvůli závadě palivového čerpadla), TSR-2 v akceleraci překonal dokonce i fenomenální Lightning, který jej doprovázel, navzdory tomu, že pilot využil u stíhačky maximální režim přídavného spalování obou motorů. Během testu byla dosažena rychlost Mach 1,2.
Protože do prvního prototypu nebyly instalovány žádné z pokročilých elektronických systémů, zkušební lety se omezily pouze na ověření letových vlastností. TSR.2 se při nich projevil jako výjimečně ovladatelný a současně i nesmírně výkonný stroj.

## Zrušení projektu TSR-2

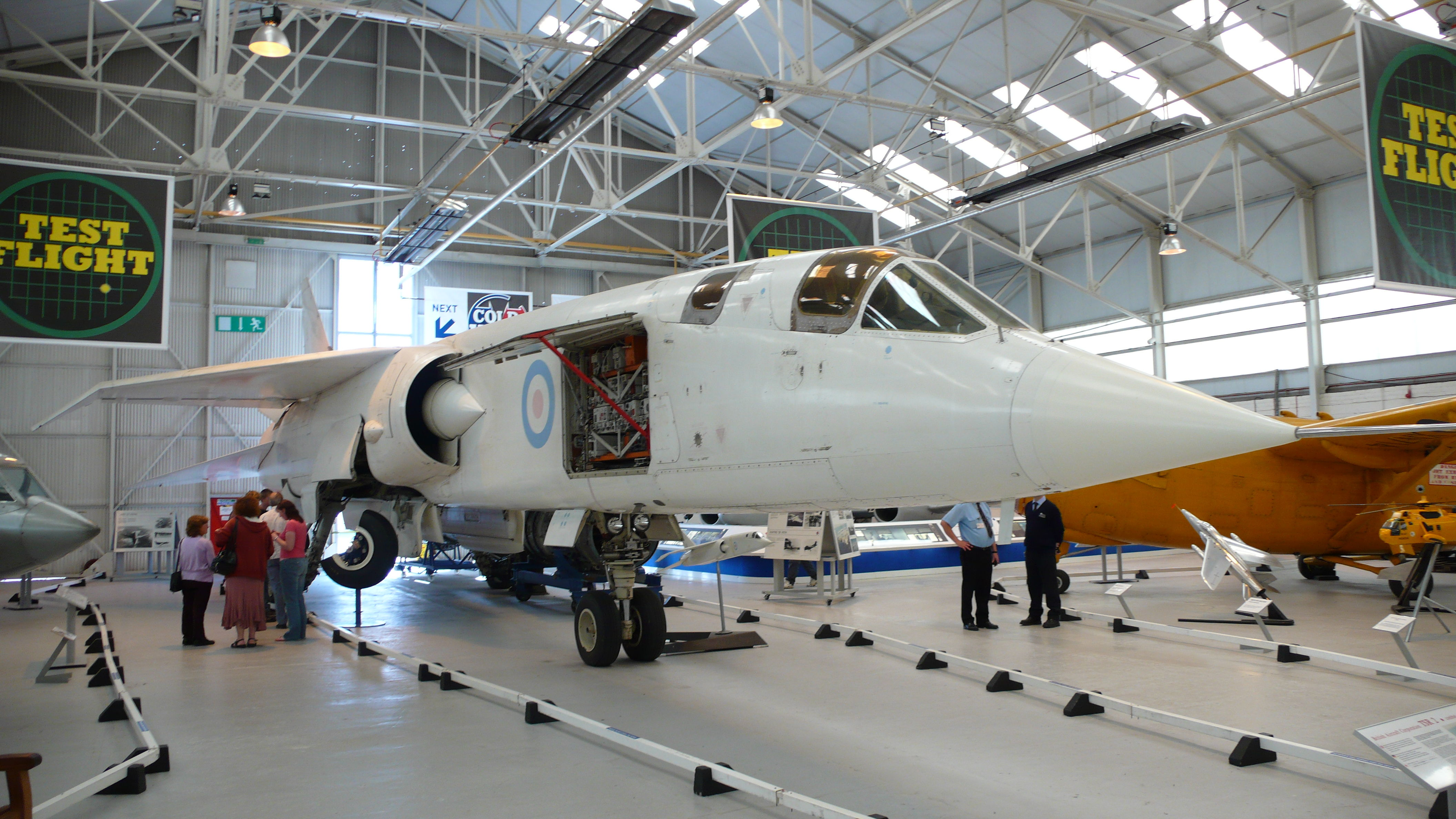
Jeden z dochovaných draků TSR.2 v Muzeu RAF, Cosford

V USA byl v téže době vyvinut letoun General Dynamics F-111 Aardvark jako následník typu Republic F-105 Thunderchief, s měnitelným šípem křídla, vnitřní pumovnicí, schopností nést jaderné zbraně a pronikat k cíli v letu těsně u země. RAF jej od počátku vývoje považovala za vhodnou alternativu v případě nedostatku prostředků na dokončení TSR.2. Když se objevily první zprávy o možném zrušení britského vývoje, zaměstnanci BAC uspořádali protestní pochod a nová labouristická vláda možnost jakýchkoli omezení projektu TSR-2 důrazně popřela. Ovšem již v parlamentní rozpravě o rozpočtu na další fiskální rok dne 6. dubna 1965 byl oznámen plán zakoupit F-111. Již o týden později britský ministr financí bránil toto rozhodnutí v diskusi na půdě parlamentu jako „výrazně ekonomičtější“.
Všechny přípravky a nástroje pro sériovou výrobu TSR.2, stejně jako rozestavěné letouny, byly následně sešrotovány. Dva již dokončené ale „nezalétnuté“ stroje zůstaly zachovány, i když s částečně poničeným vnitřním vybavením a chybějícími systémy; XR220 lze vidět v Muzeu RAF, Cosford (poblíž Wolverhamptonu), XR222 v Imperial War Museum na letišti Duxford. Spolu se dvěma rozestavěnými trupy (XR221 a XR223) byl jediný letuschopný exemplář TSR-2 (XR219) převezen do Shoeburyness a použit jako cíl při zkouškách odolnosti konstrukce moderního letounu a jeho systémů vůči palbě protiletadlových zbraní. Unáhlenost, se kterou došlo ke zničení všech stop po vývoji TSR.2, je dodnes kritizována.
Jako náhrada TSR.2 byly uvažovány dva typy. Nákup amerických General Dynamics F-111 s měnitelnou geometrií křídla v „britské“ verzi K pro úkoly průzkumu a taktického bombardování, v delším horizontu se pak měl uskutečnit společný anglofrancouzský projekt útočného letounu AFVG, opět s měnitelnou geometrií.
Nakonec byl i vývoj F-111K zrušen kvůli enormnímu růstu nákladů, které dokonce vysoko překročily množství prostředků vynaložených na projekt TSR.2. Objevily se i závažné technické problémy, jež by bylo nutné řešit před uvedením letounů do plné operační způsobilosti. Protože ani výkony F-111K neodpovídaly požadavkům a ve stejné době britská libra prošla tvrdou devalvací, došlo ke zrušení již podepsané objednávky na 50 kusů a místo nich dostalo Královské letectvo stroje F-4 Phantom II a Blackburn Buccaneer, některé z nich předisponované od Royal Navy. Ironií osudu se jednalo o stejný typ, který RAF odmítlo, aby získalo TSR.2. Buccaneer se ukázal jako výkonný a spolehlivý letoun, který zůstal v operační službě až do první poloviny 90. let 20. století.
Pro britský letecký průmysl je TSR.2 neustále předmětem dohadů na téma „Co kdyby …“, podobně, jako stíhací Avro Arrow pro Kanadu. Phantom a Buccaneer byly ve službě částečně nahrazeny stroji Panavia Tornado, letouny s měnitelnou geometrií křídla, mnohem menšími než F-111 nebo TSR.2. V SSSR došlo na konci 60. a v 70. letech k vývoji taktických bombardovacích, útočných a průzkumných strojů s měnitelnou geometrií křídla (Su-17, MiG-27, některé verze MiG-23). Australské letectvo si nechalo pro své potřeby upravit F-111C, které používalo až do prosince 2010, kdy je nahradilo letouny Boeing F/A-18F Super Hornet.

## Pokus o znovuzrození TSR-2
Na počátku 80. let 20. století byla na popud vlády Margaret Thatcherové vypracována studie proveditelnosti obnovení projektu vývoje TSR.2. Objevily se nepodložené spekulace, podle nichž měl být letoun přepracován k využití možností soudobé technologie, nicméně studie prokázala, že náklady by rozhodně nebyly úměrné výsledku. Důvodem je právě důsledná likvidace všech stop po vývoji TSR.2 v 60. letech, kvůli níž by se muselo při vývoji začínat prakticky od nuly. Protože i letoun v mezičase zastaral a nebylo ho možné nadále považovat za technologickou špičku, plány na znovuzrození TSR.2 se nedočkaly realizace.

### Plánovaná vylepšení
V projektu se uvažovalo o zvýšení nákladu zbraní či paliva na 25 000 liber (11 000 kg).

## Dochované exempláře
- XR220 (X-02), Muzeum RAF, Cosford, Velká Británie.
- XR222 (X-04) Imperial War Museum, Duxford, Velká Británie.

## Specifikace (BAC TSR.2)

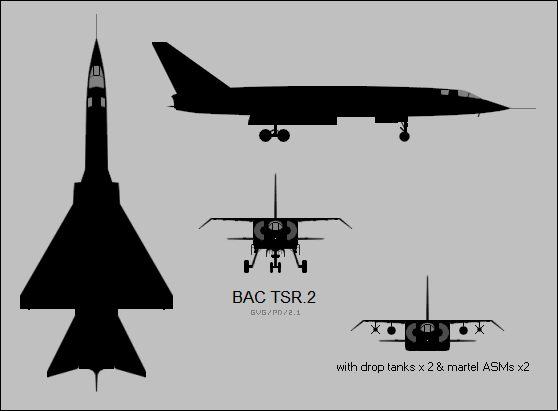
Silueta TSR.2

Údaje dle

### Technické údaje
- Délka: 27,20 m
- Rozpětí křídla: 11,30 m
- Výška letounu na zemi: 7,32 m
- Nosná plocha: 65,03 m²
- Hmotnost prázdného letounu: 20 344 kg
- Vzletová hmotnost normálně: 43 550 kg
- Hmotnost na jednotku plochy: 670 kg/m²
- Max. vzletová hmotnost: 44 200 kg
- Pohonná jednotka: 2 × Bristol Siddeley Olympus 320-22R
- Druh: Turbokompresorové dvouhřídelové proudové motory s přídavným spalováním
- Tah jednoho motoru u země: 84,52 kN
  - Tah jednoho motoru s přídavným spalováním: 133,50 kN

### Výkony
- Maximální rychlost ve výšce: Mach 2,15 (Vypočtená)
- Max. rychlost při zemi: Mach 0,9 až 1,2
- Rychlost odpoutání: 269 km/h
- Rychlost dosednutí (30° klapky): 304 km/h
- Min. délka VPD: 305-914 m
- Praktický dostup: 15 240 m
- Bojový dolet : 1 853-2 780 km
- Max. dolet: 6 856 km
- Stoupavost u země: 270 m/s
- Poměr tahu a hmotnosti: 0,77

### Výzbroj
- Pumovnice o délce 6 m uvnitř trupu. Možnost nést jednu jadernou pumu Red Beard nebo 6 vysoce výbušných pum HE po 454 kg. Dále možnost nést čtyři raketnice po 37 střelách nebo menší jaderné pumy, vždy na vnitřních závěsnících.

## Citát
| „                 | Všechny moderní letouny mají čtyři základní rozměry, jimiž jsou: rozpětí, délka, výška a politika. Z těchto požadavků TSR-2 dokonale splňoval první tři. | “ |
| — Sir Sydney Camm | |   |